# Bazicourt
Bazicourt ist eine französische Gemeinde mit 370 Einwohnern (Stand: 1. Januar 2022) im Département Oise in der Region Hauts-de-France. Sie gehört zum Arrondissement Clermont und zum Kanton Pont-Sainte-Maxence (bis 2015: Kanton Liancourt). Cinqueux gehört zum Gemeindeverband Communauté de communes des Pays d’Oise et d’Halatte. Die Einwohner werden Bazicourtois genannt.

## Geographie

### Lage
Bazicourt liegt etwa 16 Kilometer westsüdwestlich von Compiègne und etwa 55 Kilometer nordnordöstlich von Paris. Im Westen liegen die Salzwiesen von Sacy-le-Grand.

### Nachbargemeinden
|                       | Sacy-le-Petit                               | Grandfresnoy |
| Saint-Martin-Longueau | Kompassrose, die auf Nachbargemeinden zeigt | Houdancourt  |
|                       | Pont-Sainte-Maxence                         |              |

## Bevölkerungsentwicklung
| Jahr                      | 1962 | 1968 | 1975 | 1982 | 1990 | 1999 | 2006 | 2013 |
| Einwohner                 | 213  | 243  | 284  | 347  | 310  | 291  | 319  | 326  |
| Quelle: Cassini und INSEE |      |      |      |      |      |      |      |      |

## Sehenswürdigkeiten

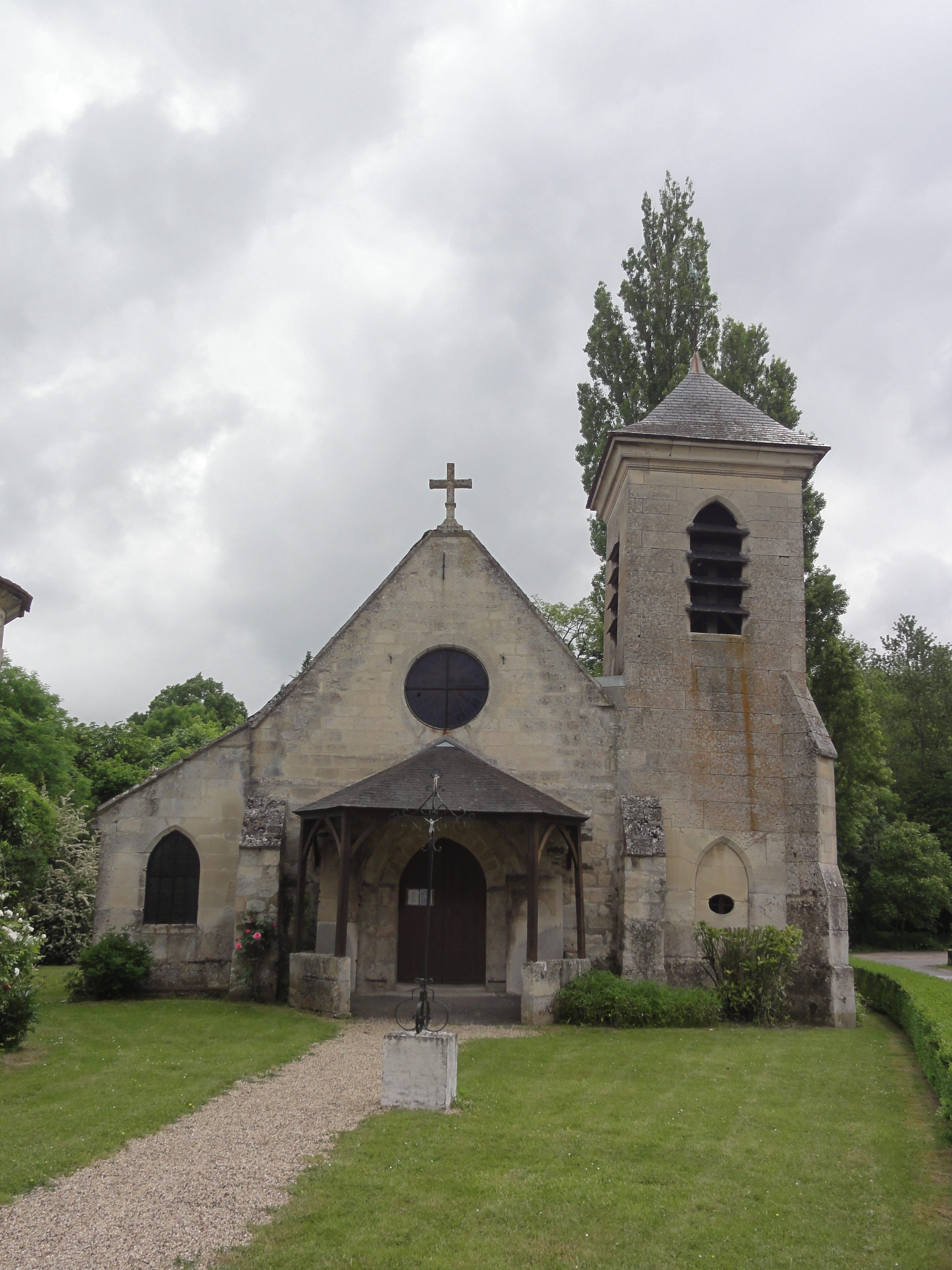
Kirche Saint-Nicolas

- Kirche Saint-Nicolas (siehe auch: Liste der Monuments historiques in Bazicourt)